# Derivada direccional
En matemàtiques, la derivada direccional d'una funció derivable de diverses variables al llarg d'un vector V en un punt donat P, intuïtivament, representa la raó instantània de canvi de la funció quan es passa per P resseguint la direcció de V. Això per tant generalitza la noció de derivada parcial, en la qual la direcció és sempre paral·lela a un dels eixos de coordenades.
La derivada direccional és un cas especial de la derivada de Gâteaux.

## Definició
La derivada direccional d'una funció escalar {\displaystyle f({\vec {x}})=f(x_{1},x_{2},\ldots ,x_{n})} al llarg d'un vector {\displaystyle {\vec {v}}=(v_{1},\ldots ,v_{n})} és la funció definida pel límit
{\displaystyle \nabla _{\vec {v}}{f}({\vec {x}})=\lim _{h\rightarrow 0}{\frac {f({\vec {x}}+h{\vec {v}})-f({\vec {x}})}{h}}.}
De vegades alguns autors escriuen Dv en comptes de {\displaystyle \nabla _{v}}. Si la funció {\displaystyle f} és derivable a {\displaystyle {\vec {x}}}, llavors la derivada direccional existeix al llarg de qualsevol vector {\displaystyle {\vec {v}},} i es té
{\displaystyle \nabla _{\vec {v}}{f}({\vec {x}})=\nabla f({\vec {x}})\cdot {\vec {v}}}
On la {\displaystyle \nabla } de la dreta denota el gradient i {\displaystyle \cdot } és el Producte escalar. A qualsevol punt {\displaystyle {\vec {x}}}, la derivada direccional de {\displaystyle f}, intuïtivament, representa la raó de canvi de {\displaystyle f} al llarg de {\displaystyle {\vec {v}}} al punt {\displaystyle {\vec {x}}}. Normalment les direccions es prenen normalitzades, és a dir {\displaystyle {\vec {v}}} és un vector unitari, tot i que la definició de més amunt funciona per a vectors qualssevol.

### Propietats
Moltes de les propietats de la derivadaordinària, també les té la derivada direccional. Entre elles hi ha, per a qualssevol parell de funcions f i g definides en un entorn de p i derivables a p: 
- La regla de la suma: {\displaystyle \nabla _{v}(f+g)=\nabla _{v}f+\nabla _{v}g}
- La regla del producte per una constant: Per a qualsevol constant c, {\displaystyle \nabla _{v}(cf)=c\nabla _{v}f}
- La regla del producte: {\displaystyle \nabla _{v}(fg)=g\nabla _{v}f+f\nabla _{v}g}
- La regla de la cadena: Si g és derivable a p i h és derivable a g(p), llavors

{\displaystyle \nabla _{v}h\circ g(p)=h'(g(p))\nabla _{v}g(p)}

## En geometria diferencial
Sia M una varietat diferenciable i p un punt de M. Suposant que f sigui una funció definida en un entorn de p, i que sigui derivable a p. Si v és un vector tangent a M en p, llavors la derivada direccional de f al llarg de v, escrita indiferentment com a {\displaystyle \nabla _{v}f(p)} (vegeu derivada covariant), {\displaystyle L_{v}f(p)} (vegeu derivada de Lie), o {\displaystyle v_{p}(f)} (vegeu espai tangent), es pot definir tal com segueix. Sia γ : [-1,1] → M una corba derivable amb γ(0) = p i γ′(0) = v. Llavors la derivada direccional es defineix per
{\displaystyle \nabla _{v}f(p)=\left.{\frac {d}{d\tau }}f\circ \gamma (\tau )\right|_{\tau =0}}
Es pot demostrar que aquesta definició és independent de la tria de γ, suposant que γ se selecciona de la forma prescrita, és a dir γ'(0) = v.

## Derivada normal
Una derivada normal és una derivada direccional presa en la direcció normal (és a dir ortogonal) a alguna superfície en l'espai, o de forma més general, al llarg d'un camp vectorial ortogonal a alguna hipersuperfície. Vegeu per exemple la condició de frontera de Neumann. Si la direcció normal s'escriu {\displaystyle {\vec {n}}}, llavors la derivada direccional d'una funció ƒ s'escriu de vegades {\displaystyle {\frac {\partial f}{\partial n}}}.